# Edouard Taylor
Edward Henry Taylor (conocido como Edouard Taylor; París, 18 de junio de 1880-Aubervilliers, 24 de septiembre de 1903) fue un deportista francés que compitió en ciclismo en la modalidad de pista. Ganó dos medallas en el Campeonato Mundial de Ciclismo en Pista, plata en 1900 y bronce en 1902.

## Medallero internacional
| Campeonato Mundial | Campeonato Mundial | Campeonato Mundial | Campeonato Mundial |
| Año                | Lugar              | Medalla            | Competición        |
| ------------------ | ------------------ | ------------------ | ------------------ |
| 1900               | París (Francia)    | Medalla de plata   | Medio fondo (P)    |
| 1902               | Berlín (Alemania)  | Medalla de bronce  | Medio fondo (P)    |